# Jadra
Als Jadra (Salmo obtusirostris salonitana, Syn. Salmothymus obtusirostris salonitana) wird eine endemische Unterart der Adria-Forelle aus dem nur 4 km langen Fluss Jadro im Gebiet bei Solin (Dalmatien, Kroatien) bezeichnet, die derzeit durch die Kalifornische Forelle (eine bestimmte Regenbogenforelle) gefährdet ist.

## Systematische Stellung
Während Mrakovčić et al. (1995), die die Adria-Forelle in die Gattung Salmothymus stellen, S. o. salonitana als gute Unterart ansehen, wird dieser Status von Snoj et al. (2002) bezweifelt.